# 야마구치 아쓰시
야마구치 아쓰시(일본어: 山口 篤史, 1980년 7월 8일 ~ )는 일본의 전 축구 선수이다.

## 구단 경력
과거 도쿠시마 보르티스에서 활동하였다.